# フェオフィチン
フェオフィチン（Pheophytin）は、クロロフィル分子からマグネシウムイオンがとれて水素原子2つと置き換わったものの総称である。

## 概要
クロロフィルが酸性下に置かれるなどしてマグネシウムが脱落すると、代わりに水素原子が結合する事が知られており、これをフェオフィチン化と呼ぶ。クロロフィルa がフェオフィチン化したものをフェオフィチンa、バクテリオクロロフィルaがフェオフィチン化したものをバクテリオフェオフィチンaと呼ぶが、同様に天然で発見されている（バクテリオ）クロロフィルがフェオフィチン化したものの呼称は、名称の「クロロフィル」部分を「フェオフィチン」に変更したものとなっている。一般的にはクロロフィルの分解産物として理解されているが、光化学反応中心内の二次もしくは三次電子受容体としても存在することが知られている。

## クロロフィルの分解
フェオフィチン化は、植物プランクトンが死んだり捕食されたりして、分解される際に起こる。一方、落葉など生体内におけるプログラムされたクロロフィル分解の際にはフェオフィチン化は起こらず、したがってフェオフィチンを経由することは無い。この場合クロロフィルは、クロロフィラーゼによる分解を受け長鎖アルコール(フィトールなど)が除去されクロロフィリド（クロロホフィライド、Chlorophyllide）となった後、Mg-デケラターゼが触媒となってマグネシウムの除去が行われフェオフォルビド（フェオホルバイド、Pheophorbide）へと分解される。更なる分解は、複数の酵素によって連鎖的に行われると考えられている。

## 光の吸収
フェオフィチンは褐色に近い色合いとして見える。これは、マグネシウムが脱落し水素原子2つと置換したことに由来する。
いわゆるポルフィリン環に由来する光の吸収は、短波長側（Bバンド、ソーレー帯）と長波長側（Qバンド）に分けて解釈がされる。クロロフィルとそれに由来するフェオフィチンでは短波長側の吸収にはほとんど変化は無いが、長波長側の吸収に大きな変化を起こす。長波長側の吸収は、フェオフィチンでは4本程度の比較的弱い吸収極大が存在するが、クロロフィルでは1-2本に見える非常に強い吸収極大が存在する。フェオフィチンにおいて長波長側の吸収が、複数の弱いものになっているのは、中心に結合しているのが二つの水素原子であるため、吸収に関与できる状態が複数存在するためであると考えられている。クロロフィルにおいて長波長側の吸収の数が減り強くなっているのは、中心に金属イオンが配位することにより、中心付近の電子状態が制限され光吸収に関与できる状態が限定されるためであると考えられている。